# Dendrobium miyasakii
Dendrobium miyasakii är en orkidéart som beskrevs av Oakes Ames och Eduardo Quisumbing y Argüelles. Dendrobium miyasakii ingår i släktet Dendrobium, och familjen orkidéer. Inga underarter finns listade i Catalogue of Life.